# Sân vận động Quốc gia (Bồ Đào Nha)
Sân vận động Quốc gia (tiếng Bồ Đào Nha: Estádio Nacional), còn được gọi là Khu liên hợp thể thao Sân vận động Quốc gia (tiếng Bồ Đào Nha: Complexo Desportivo do Estádio Nacional) hoặc Khu liên hợp thể thao Jamor (tiếng Bồ Đào Nha: Complexo Desportivo do Jamor), là một sân vận động nằm ở xã Algés, Linda-a-Velha e Cruz Quebrada-Dafundo, tại thành phố Oeiras, ở phía tây của tỉnh Lisboa. Đây là sân vận động bóng đá quốc gia của Bồ Đào Nha. Đây là sân nhà của Belenenses SAD kể từ năm 2018.
Sân vận động này đã đi vào lịch sử UEFA với tư cách là nơi tổ chức trận đấu đầu tiên trong các giải đấu cấp câu lạc bộ của UEFA. Trận đấu được diễn ra vào ngày 4 tháng 9 năm 1955, giữa đội đứng thứ ba của Primeira Divisão Sporting CP, và đại diện đến từ Nam Tư, Partizan Belgrade. Trận đấu kết thúc với tỷ số hòa 3–3. Đây là trận đấu đầu tiên của mùa giải đầu tiên của Cúp C1 châu Âu.